# Atlantis 2000
Atlantis 2000 est le nom d'un projet musical du producteur Alfons Weindorf et de l'auteur-compositeur Helmut Frey.

## Histoire
Il est formé fin 1990 à Munich pour prendre part à la sélection pour le Concours Eurovision de la chanson 1991. Les autres musiciens du groupe sont Jutta Niedhardt, Klaus Pröpper, Clemens Weindorf et Eberhard Wilhelm.
Dieser Traum darf niemals sterben, une chanson écrite par Frey et composée par Weindorf, est élue le 29 mars 1991 avec 18,5% des voix du jury face à neuf autres chansons. Le choix des mille téléspectateurs représentatifs surprend les spectateurs du Friedrichstadt-Palast qui huent le résultat.
Lors du concours, Weindorf est le chef d'orchestre. Atlantis 2000 obtient seulement dix points de trois pays et finit 18e sur 22 participants. Après le concours, le groupe se dissout.
Entre-temps, il avait sorti un autre single, Eines Tags.